# 陳伯茂
陈伯茂（551年—568年），字郁之，南陈世祖文帝陈蒨第二子，母皇后沈妙容，封始兴王。
559年（永定3年）8月，为祖父陳道谭後嗣，封始興王。加寧遠将軍、置佐史（有功曹參軍姚察、法曹參軍袁泌、法曹行參軍陸瓊、限外記室參軍劉廣德）。任使持節、都督南琅邪彭城二郡諸軍事、彭城郡太守。561年（天嘉2年）正月，为宣惠将軍、揚州刺史（有限內中直兵參軍程文季）。
当时，北伐軍人在丹徒盗掘晋朝郗曇墓，大获晋右将军王羲之书法及诸名贤遗迹。事件发觉，赃物被县官没收，藏在秘府，文帝知道伯茂好古，多将这些书帖賜给他。于是陈伯茂大工草書、隷書，会得右軍（王羲之）之法。562年（天嘉3年）6月任镇東将軍、東揚州刺史，以長史陸山才代理治州。
566年（天康元年）4月，废帝陈伯宗即位，5月陈伯茂为征東将軍、開府儀同三司。中书舍人劉師知想矫詔外放皇叔安成王陳頊，陈伯茂支持劉師知。劉師知事发被杀後，陳頊害怕陈伯茂扇動朝廷，567年（光大元年）2月，進陈伯茂中衛大将軍，居住禁中，专与废帝游处。陳朝衆望归于陳頊，陈伯茂不满，日夜愤怨，多次口出恶言。建安人蒋裕、韓子高谋乱，陈伯茂参与。568年（光大2年）11月，陈顼以太皇太后章要儿的名义废陈伯宗为臨海王，陈伯茂为温麻侯。六门之外有别馆，为诸王冠婚之所，名为婚第，此时命陈伯茂出居到别馆。路上陳頊派刺客襲杀，陈伯茂在車中死去，享年18岁。

## 资料来源
- 《陈书》卷28 列传第22
- 《南史》卷65 列传第55

## 外部連結
[在维基数据编辑]
 《南史/卷65》，出自李延壽《南史》